# Gackt Camui
 (février 2011).
Si vous disposez d'ouvrages ou d'articles de référence ou si vous connaissez des sites web de qualité traitant du thème abordé ici, merci de compléter l'article en donnant les références utiles à sa vérifiabilité et en les liant à la section « Notes et références ».
Gackt Camui (神威 楽斗, Kamui Gakuto) (mais plus souvent orthographié en rōmaji : GACKT, même au Japon) est un compositeur, chanteur et multi-instrumentiste japonais de J-rock. En parallèle à sa carrière musicale, il est aussi acteur, doubleur et écrivain. C'est un artiste très populaire au Japon et en Asie, et connu dans les autres pays du monde.
Il est l'ancien chanteur des groupes Cains : Feel, de Malice Mizer et de Yellow Fried Chickenz. Il joue de nombreux instruments comme de la trompette, du tuba, du cor, du trombone, du piano, de la guitare, de la batterie, de la guitare basse, des instruments traditionnels japonais et du kazoo.

## Biographie

### Débuts
Gackt est né le 4 juillet 1973 à Okinawa au Japon. Il est le cadet d'une fratrie de trois enfants (deux garçons et une fille). Son père est professeur de musique, sa mère institutrice. Le travail de son père nécessitant de fréquents déménagements, il vit dans plusieurs villes, et notamment Yamaguchi, Fukuoka, Shiga, Osaka, et Kyoto.
Ses parents lui font donner ses premières leçons de piano à l'âge de 3 ans. Après plusieurs années de ces leçons qui ne le passionnaient guère, c'est son côté compétitif qui le pousse à maîtriser le piano, après avoir vu un de ses amis jouer mieux que lui. A l'âge de 11 ans, ses parents acceptent enfin qu'il abandonne le piano. Plus tard, il se tourne vers les instruments à vent, son père jouant de la trompette. Il passe son enfance à écouter de l'enka et de la musique classique. D'ailleurs, il considère Chopin comme la base de la construction de sa propre musique. À l'âge de 17 ans, ses goûts musicaux évoluent de la musique classique vers le rock, avec par exemple la chanson Stairway to Heaven de Led Zeppelin, et il se met à étudier d'autres instruments de musique (guitare électrique, batterie, etc.).
À l'âge de sept ans, Gackt manque de se noyer dans la mer d'Okinawa. Selon son autobiographie, (Jihaku rédigée en japonais et non traduite officiellement à ce jour), Gackt aurait développé des capacités paranormales après avoir survécu à cet accident, il verrait des choses et des gens que les autres ne peuvent pas voir. Dans la même autobiographie, Gackt prétend qu'il ne voudrait pas avoir d'enfants pour ne pas transmettre ses problèmes à sa descendance.

### Musique
Gackt débute dans la musique comme batteur pour un studio d'enregistrement japonais, et dans un groupe inconnu. Il forme ensuite le groupe Cains : Feel, puis devient chanteur du groupe Malice Mizer dont il se sépare ensuite pour entamer une carrière solo, fort du soutien d'une partie du public de Malice Mizer.

#### Carrière solo
Gackt décide d'entamer sa carrière solo le 1er janvier 1999, en fondant le groupe GacktJOB, composé de plusieurs membres dont You (violons, guitare), Yukihiro « Chachamaru » Fujimura (guitare principale, effets spéciaux), Masa (guitare), Ren (guitare basse), Toshi (batterie), Yosh (chorégraphe, danseur), et Igao (pianos). GacktJOB intègre ensuite Ryuichi « Ryu » Nishida à la batterie et Ju-ken à la basse. Les concerts de Gackt incluent parfois du fan service.
La carrière solo de Gackt connait un énorme succès immédiatement. Son premier album atteint la deuxième position de l'Oricon, qu'il conserve pendant douze semaines. Soutenu par les milliers de fans qui le suivent depuis ses débuts dans Malice Mizer et lui sont restés fidèles, il parvient à maintenir sa très forte popularité qui ne fait qu'augmenter chaque année. C'est à cette époque qu'il décide de les remercier en créant le fanclub officiel Dears. En 2005, Gackt fait une tournée nommée Diabolos～哀婉の詩と聖夜の涙～ avec un final au Tokyo Dome. Deux ans plus tard, il lance une nouvelle tournée en Corée et à Taïwan. C'est aussi en 2007 que la portée internationale de Gackt s'intensifie grâce au label Gan-Shin pour l'Europe et Viz picture pour les États-Unis. Mais ce n'est qu'en 2010 qu'il fait sa première tournée européenne. Cette tournée se déroule à guichets fermés; à Paris, les places sent vendues en cinq minutes , exploit qui ne sera pas renouvelé l'année suivante.

#### Carrière en groupe
Le 25 mai 2007, Gackt annonce officiellement qu'il se joint au nouveau groupe de Yoshiki, S.K.I.N.,. Le 29 juin de la même année, ils jouent à l'Anime Expo de Los Angeles. Le concert, qui débute avec deux heures et demie de retard, sera la dernière apparition de S.K.I.N. En effet, à l'heure actuelle, aucun de membres de groupe n'a prévu de poursuivre l'aventure.
Le 21 mars 2010, GACKT organise son premier concert Mens Only au Club Citta de Kawasaki. Pour cette occasion exceptionnelle, il fonde le groupe Yellow Fried Chickens composé de You Kurosaki, Yukihiro Fujimura Chachamaru, Jun-ji et Chyrolin. De juin à août, ils effectuent une tournée de 24 concerts au Japon. Puis, le silence s'installe. Ce n'est que deux ans plus tard que Takumi, le guitariste du groupe, annonce leur séparation à dater du juillet 2012, à l'occasion du concert donné à Budokan pour l'anniversaire de GACKT.

### Cinéma, littérature et mannequinat

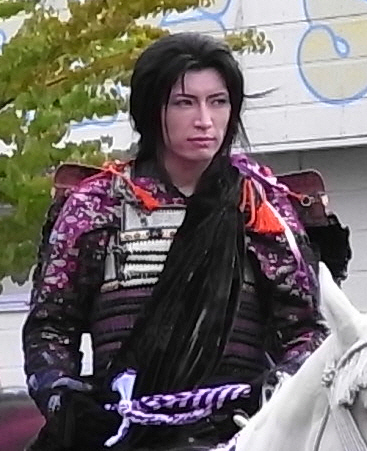
Gackt en 2008.

En parallèle à la musique, Gackt s'implique dans plusieurs projets en tant qu'acteur et dans plusieurs publicités pour la télévision (en général dans son propre rôle), et dans le drame japonais Hero's Hero. Il coécrit également, et partage la vedette du film Moon Child avec Hyde, chanteur du groupe de Jrock L'Arc-en-Ciel. Le film est projeté le 13 mai 2003 au Festival de Cannes et le 12 avril 2004 au Festival du Film de Philadephie. En 2006, Gackt entame le tournage de Fuurin Kazan, un taiga drama (feuilleton historique) de la chaîne nationale NHK, dans lequel il incarne Uesugi Kenshin, le dragon d'Echigo. Le feuilleton est diffusé le 7 janvier 2007. En 2008, Gackt séjourne plusieurs mois en Roumanie pour le tournage d'un film Hollywoodien Bunraku dont il partage la vedette avec Josh Hartnett et Demi Moore. Il y interprète le rôle de Yoshi. Le film est projeté en avant-première lors du Festival international du film de Toronto en 2010. L'année suivante, il joue, en guest star, le rôle Takegami Teijirô dans l'épisode 2 du drama M. Brain.
En mai 2010, Gackt monte pour la première fois sur les planches dans la pièce Nemuri Kyoshiro Buraihikae. Il y aura plus d'une centaine de représentations à travers le Japon. Dans le film Kamen Rider Decade the Movie: All Riders vs DaiShocker, Gackt interprète Riderman. Son single Gackt The Next Decade sert de générique au film. Un autre de ses singles, Journey Through the Decade avait déjà servi de générique pour la licence Kamen Rider Decade, mais c'était alors pour la série de 2009.
Gackt est également écrivain : à ce jour, il a écrit Moonchild: Requiem, ainsi que plusieurs nouvelles actuellement non publiées. En 2003, il publie son autobiographie intitulée Jihaku, dans laquelle il expose ses pensées personnelles et décrit les événements qui ont marqué sa vie. Gackt a également travaillé comme modèle pour son designer fétiche, Yoshiyuki Konishi ; il a créé ses propres tenues de scène et sa ligne de vêtements, sa ligne de bijoux : H- Darts et ouvre son propre bar-restaurant privé Tamaly Bar.

### Doublages

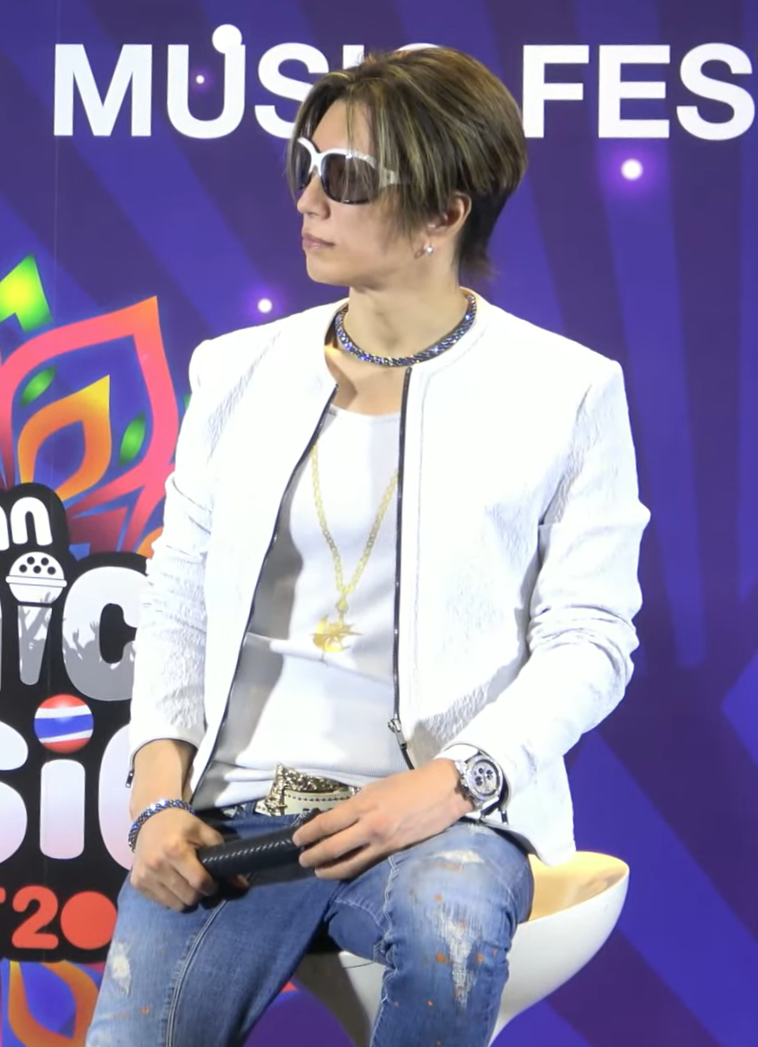
Gackt en 2023.

Gackt participe au jeu PlayStation 2 intitulé Bujingai, pour lequel il prête sa voix et réalise les sessions de capture de mouvement pour le personnage du jeu. Il apparaît également dans la publicité japonaise pour le jeu à grand succès Metal Gear Solid 2: Sons of Liberty (dans lequel son nom apparaît sur l'une des plaques d'identification des soldats). Il a également assuré le doublage du personnage de Seiji dans l'anime New Fist of the North Star (Shin Hokuto no Ken). Et il a composé et joué le thème de fin Tsuki no Uta (月の詩) de l'anime Texhnolyze.
Gackt est souvent présenté comme le modèle du héros du jeu vidéo Final Fantasy VII, Cloud. Le designer de ce personnage, Tetsuya Nomura, qui est un grand fan de Gackt, reconnait publiquement que Gackt est sa muse pour dessiner bon nombre de personnages de Final Fantasy et bien plus encore, cette inspiration lui serait venue en visionnant des clips vidéo de Malice Mizer sur MTV. Officiellement, Gackt n'a cependant réalisé que les mouvements du personnage. Ce n'est que lors de la sortie de Dirge of Cerberus que cette déclaration est faite à la presse. Gackt apparaît dans le jeu Dirge of Cerberus: Final Fantasy VII, pour lequel il sera filmé réellement et inséré dans le jeu, puis avec un personnage qui représente son alter ego numérique, nommé Genesis Rhapsodos, et qui apparait à nouveau dans Crisis Core: Final Fantasy VII. Deux musiques de Gackt sont d'ailleurs présentes dans le jeu Dirge of Cerberus : Redemption (thème principal) et Longing.
1er avril 2008 : annonce de la participation de Gackt au software de chez Yamaha « Gackpoid » Voice Synthetizor Vocaloid 2 :
Lien vers le Vocaloid2.
En 2005, GACKT écrit et interprète les chansons thèmes du film d'animation de Gundam Mobile Suit Zeta Gundam. Les chansons sont Metamorphoze ainsi qu'un ré-arrangement de「君が待っているから」 ("Kimi ga Matteiru kara"). En 2010, GACKT double Seichiro Kirishiki, l'un des personnages de la série animée Shiki tirée du manga homonyme.

## GacktJOB
GacktJOB est le groupe de musiciens accompagnant Gackt.

### Membres

#### Membres actuels
- You Kurosaki - violons, guitare
- Yukihiro Fujimura Chachamaru (茶々丸?) - leader, seconde voix, guitare (producteur associé de Gackt)
- Igao - clavier
- Jun-ji - batterie
- Chirolyn - basse
- Yosh - chorégraphe

#### Anciens membres
- Ren - basse (membre du groupe LinClover)
- Masa - guitare (ex-membre du groupe Spiky, et membre de DizzyDrive)
- Toshi - batterie (ex-batteur du groupe Spiky)
- Ju-ken - basse
- Ryu - batterie

## Filmographie

### Films
- 1998 : Verte Aile - dans le rôle du personnage principal
- 2003 : Moon Child - dans le rôle de Sho
- 2010 : Kamen Rider Decade the movie, All Riders vs DaiShocker - dans le rôle de Riderman
- 2011 : Bunraku - dans le rôle de Yoshi
- 2018 : Karanukan - dans le rôle de Hikaru Ooyama
- 2019 : Tonde Saitama : Rei Asami

### Séries télévisées et dramas
- 2002 : Hero's Hero - lui-même
- 2007 : Fûrin Kazan - dans le rôle de Kenshin Uesugi
- 2009 : M.. Brain (épisode 2) - dans le rôle de Teijiro Takegami
- 2011 : Tempest - dans le rôle de Jô Tegai
- 2012 : Sengoku Basara - Oda Nobunaga
- 2012 : Akumu-chan - Takashi Shiki
- 2014 : Time Spiral - Shuya Tatsumi

### Doublage
- 2003 : Shin Hokuto no Ken (anime, Seiji)
- 2005 : Bujingai, Swordmaster (jeu vidéo PlayStation 2, Lau Wong)
- 2006 : Final Fantasy VII - Dirge of Cerberus (jeu vidéo PlayStation 2, Genesis)
- 2007 : Arthur et les Minimoys (film, Maltazard)
- 2008 : Final Fantasy VII - Crisis Core (jeu vidéo PSP, Genesis)
- 2009 : Arthur et la vengeance de Maltazard (film, Maltazard)
- 2010 : Shiki (anime, Seishirô Kirishiki)
- 2010 : Supernatural The Animation (anime)
- 2011 : Sket Dance (anime)
- 2011 : Mobile Suit Gundam: Extrem VS (jeu vidéo PlayStation 3, EX)
- 2012 : Dragon Age: Dawn of the Seeker (film)

## Discographie

### Albums studio
(mars 2025).
- (1999.05.12) Mizérable
- (2000.04.26) Mars
- (2001.04.25) Rebirth, A special pre-order edition was released on 27 juin 2001
- (2002.06.19) MOON
- (2003.12.03) Crescent
- (2004.02.25) The Sixth Day: Single Collection
- (2004.05.26) The Seventh Night: Unplugged
- (2005.02.14) Love Letter
- (2005.06.16) Love Letter — For Korean Dears
- (2005.09.21) Diabolos
- (2006.10.25) Gackt PREMIUM COLLECTION SACD Hybrid -Mars-Rebirth-Moon-Crescent-Diabolos
- (2006.12.13) 12月のLove songs～COMPLETE BOX～
- (2007.12.19)  0079-0088 : 8 titres composés précédemment par Gackt pour la trilogie de M. Tomino Yokiyuki "Gundam Z" (2005 & 2006) et pour certains, déjà présents sur d'autres albums. Trois titres sont entièrement remasterisés par Gackt pour l'occasion : Suna no Juujika, Ai Senshi et Meguriai. Album est décliné en trois versions, dont deux special collector : 0079-0088 feat.Amuro Ray-0079-0088 feat.Char Aznable.
- (2008.10.29) 「nine＊nine」（CD×13＋DVD×1）
- (2009.03.09) 「Gladiator Evolution」Cet album collector fut distribué gratuitement (et mis en vente uniquement dans certaines salles de Pachinko ainsi que dans certains magasins Tsutaya) au cours d'un évènement qui s'est tenu au Sunshine Sakae de Nagoya. Gackt est model character pour une nouvelle superbe machine à sous portant le nom de Slo- Pachinko Gladiator Evolution. 11 chansons interprétées et pour certaines réenregistrées par Gackt composent cet album dont la très belle "Kagero" qui provient de l'album "AIR" de Chachamaru.
- (2009.12.02) RE:BORN
- (2010.17.04) GACKT change de label de production. Le prochain Maxi Single de GACKT servira de chanson thème pour le jeu RPG sur PC Dragon Nest et sortira sous le label HPQ.
- (2010.06.23) 「ARE YOU "FRIED CHICKENz"??」[19]
- (2010.07.21) 「THE ELEVENTH DAY -SINGLECOLLECTION-」[20]
- (2011.04.20) Attack of the Yellow Fried Chickenz in Europe 2010
- (2013.07.13) BEST OF THE BEST Vol.I -MILD-
- (2013.07.13) BEST OF THE BEST Vol.I -WILD-
- (2016.04.27) LAST MOON

### Singles
1999
- (1999.07.09) Mizérable
- (1999.08.11) Vanilla
- (1999.09.03) Remix of Gackt EP

2000
- (2000.02.09) Mirror
- (2000.02.16) Oasis
- (2000.03.08) Sekirei-seki-ray- (鶺鴒〜seki-ray〜)
- (2000.08.30) Saikai–Story– (再会〜Story〜)
- (2000.11.16) Secret Garden

2001
- (2001.03.14) Kimi No Tameni Dekiru Koto (君のためにできること)
- (2001.09.05) Another World (ANOTHER WORLD)
- (2001.12.16) Juunigatsu no Love Song (12月のLove song)

2002
- (2002.03.20) Vanilla - réédition
- (2002.04.24) Wasurenai kara (single) (忘れないから)
- (2002.11.27) Juunigatsu no Love Song (12月のLove song) - with English version "december Love"

2003
- (2003.03.19) Kimi Ga Oikaketa Yume (君が追いかけた夢)
- (2003.06.11) Tsuki no Uta (月の詩)
- (2003.06.25) Luna (LU:NA)
- (2003.11.12) Last Song
- (2003.12.03) Juunigatsu no Love Song (12月のLove song) - with Chinese version

2004
- (2004.10.27) Kimi ni Aitakute (君に逢いたくて)
- (2004.12.14)12月のLove song - with Korean version

2005
- (2005.01.26) Arittake no ai de (ありったけの愛で)
- (2005.04.27) Black Stone (BLACK STONE)
- (2005.05.25) Metamorphoze (メタモルフォーゼ～)
- (2005.08.10) Todokanai ai to shitteita no ni osaekirezu ni aishitsuzuketa (届カナイ愛ト知ッテイタノニ抑エキレズニ愛シ続ケタ･･･)

2006
- (2006.01.25) Redemption
- (2006.03.02) Love Letter

2007
- (2007.02.07) No ni Saku Hana no Youni (野に咲く花のように)
- (2007.06.20) ～Returner～Yami no Shuen (～Ｒｅｔｕｒｎｅｒ～闇の終焉)

2008
- (2008.03.12) Jesus

2009
- (2009.01.28) Ghost
- (2009.03.25) Journey through the decade AVEX[CD+DVD] (Kamen Rider Decade Opening)
- (2009.06.10) Koakuma Heaven (小悪魔ヘヴン)
- (2009.06.17) Faraway
- (2009.06.24) LOST ANGEL
- (2009.07.01) Flower
- (2009.08.11) The Next Decade AVEX
- (2009.12.09) Setsugekka -The end of silence- / Zan (雪月花-The end of silence- / 斬 ~ZAN~) Chansons thème du jeu Samouraï Wariors pour la Wii.

2010
- (2010.01.01) Stay the Ride Alive
- (2010.07.28) EVER

2011
- (2011.07.13) Episode.0Épisode.0
- (2011.11.13) Graffiti

2012
- (2012.02.22) Until the Last Day
- (2012.10.10) Hakuro
- (2012.12.19) WHITE LOVERS - Shiawase na Toki

2014
- (2014.02.12) P.S I LOVE U
- (2014.10.01) Akatsuki Zukuyo - DAY BREAKERS [CD+DVD]

2015
- (2015.10.07) ARROW

### VHS
1999
- Mizérable Single Box (30 juin 1999)
- Video Vanilla (8 décembre 1999)

2000
- Video Mirror.Oasis (18 juin 2000)
- M. 空からの訪問者〜回想〜 [MARS Sora Kara No HomounshaKaisou ] (4 octobre 2000)
- Mars 空からの訪問者〜回想〜 (Lawson Special Backstage Report) (27 novembre 2000)
- Platinum Box 〜Ⅰ〜 (16 décembre 2000)

2001
- 再生と終焉 [Saisei to Shuen] (21 juin 2001)
- Requiem et Réminiscence〜終焉と静寂〜 [Requiem et RéminiscenceShuen to Seijaku] (28 septembre 2001)
- Requiem et Réminiscence〜終焉と静寂〜 (Lawson Special Backstage Report) (24 octobre 2001)
- seven (2001) - exclusive Dears-only content

2002
- 微風 [Soyokaze] (1er mars 2002) - includes the short film, Life
- 心海 2002.6.6〜7.10 Live Tour Documents [Shinkai] (27 novembre 2002)

2003
- Gackt Live Tour 2002 下弦の⽉〜聖夜の調〜 [Kagen no Tsuki Seiya no Shirabe] (19 mars 2003)
- ⽉光 [Gekkou] (6 août 2003)
- Gackt Live Tour 2003 上弦の⽉〜最終章〜 [Jougen no Tsuki Saishusho] (18 septembre 2003)

### DVD
2000
- Mars 空からの訪問者〜回想〜 特別編 [MARS Sora Kara No HomounshaKaisouTokubetsuhen] (20 novembre 2000)

2001
- Requiem et Réminiscence〜終焉と静寂〜 特別編 [Requiem et RéminiscenceShuen to Seijaku Tokubetsuhen] (30 novembre 2001)
- Platinum Box 〜Ⅱ〜 (21 décembre 2001)

2002
- Platinum Box 〜Ⅲ〜 (21 décembre 2002)

2003
- Gackt Live Tour 2002 下弦の⽉〜聖夜の調〜 [Kagen no Tsuki Seiya no Shirabe] (19 mars 2003)
- ⽉光 [Gekkou] (6 août 2003) - includes special footage of Gackt's joke for Ren's birthday on the Dears FC trip to Hawaii
- Gackt Live Tour 2003 上弦の⽉〜最終章〜 [Jougen no Tsuki Saishusho] (18 septembre 2003)
- Platinum Box 〜Ⅳ〜 (16 décembre 2003)

2004
- Gackt Live Tour 2004 THE SIXTH DAY & SEVENTH NIGHT 〜FINAL〜 (15 septembre 2004)
- Platinum Box 〜Ⅴ〜 (14 décembre 2004)

2005
- Platinum Box VI (5 décembre 2005)

2006
- Gackt Live Tour 24.12 2005 DIABOLOS～哀婉の詩と聖夜の涙～ (29 mars 2006)
- The Greatest Filmographie 1999-2006 ～RED～ (23 août 2006)
- The Greatest Filmographie 1999-2006 ～BLUE～ (23 août 2006)
- Platinum Box VII (13 décembre 2006)

2007
- Gackt Training Days 2006 Drug Party (4 juillet 2007)
- Platinum Box ~VIII~ For my Dears  (24 décembre 2007)

2008
- 「天翔る龍の如く」～謙信、そしてGacktへ～Amagakeru ryu no gotoku ~Kenshin soshite Gackt he~ (21 mai 2008)
- Platinum Box IX (26 décembre 2008)

2009
- Platinum Box X (24 décembre 2009)

2010
- GACKT Visualive Arena Tour 2009 Requiem et Réminiscence II Final～再生と邂逅～(31 mars 2010)
- 『Yellow Fried Chickens 煌☆雄兎狐塾 ～男尊女秘肌嘩祭四十九日～』DVD Dears Only, édition limitée à 10.000 copies (1er mai 2010).

2011
- Platinum Box X (19 janvier 2011)
- YFC 煌☆雄兎狐塾～男女混欲美濡戯祭～THE DVD (2 février 2011)